# Argelita

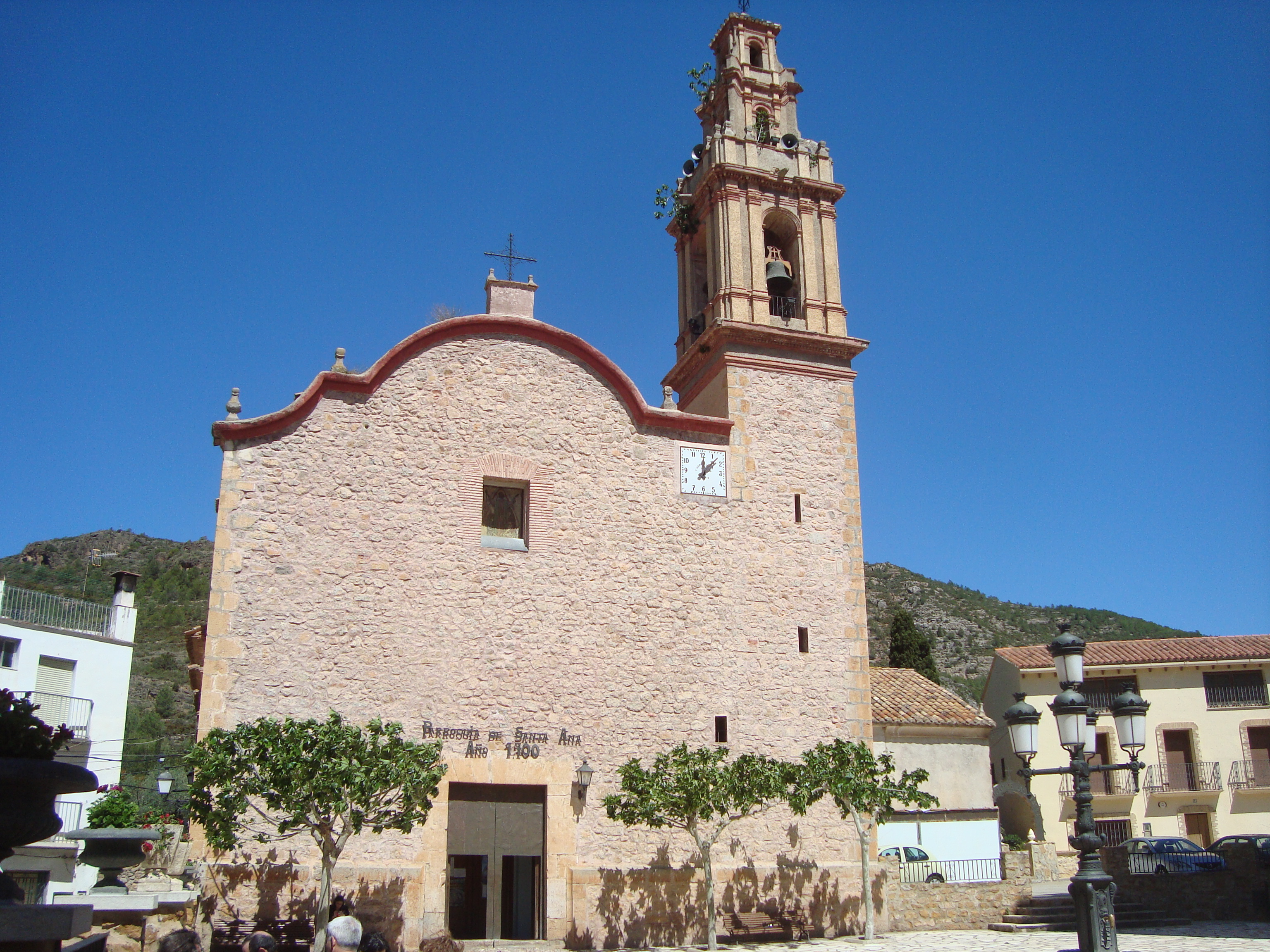
Iglesia parroquial de Santa Ana (Argelita, Alto Mijares, Castellón)

Argelita, en castillan et officiellement (Argeleta en valencien), est une commune d'Espagne de la province de Castellón dans la Communauté valencienne. Elle est située dans la comarque de l'Alto Mijares et dans la zone à prédominance linguistique castillane.

### Lien externe

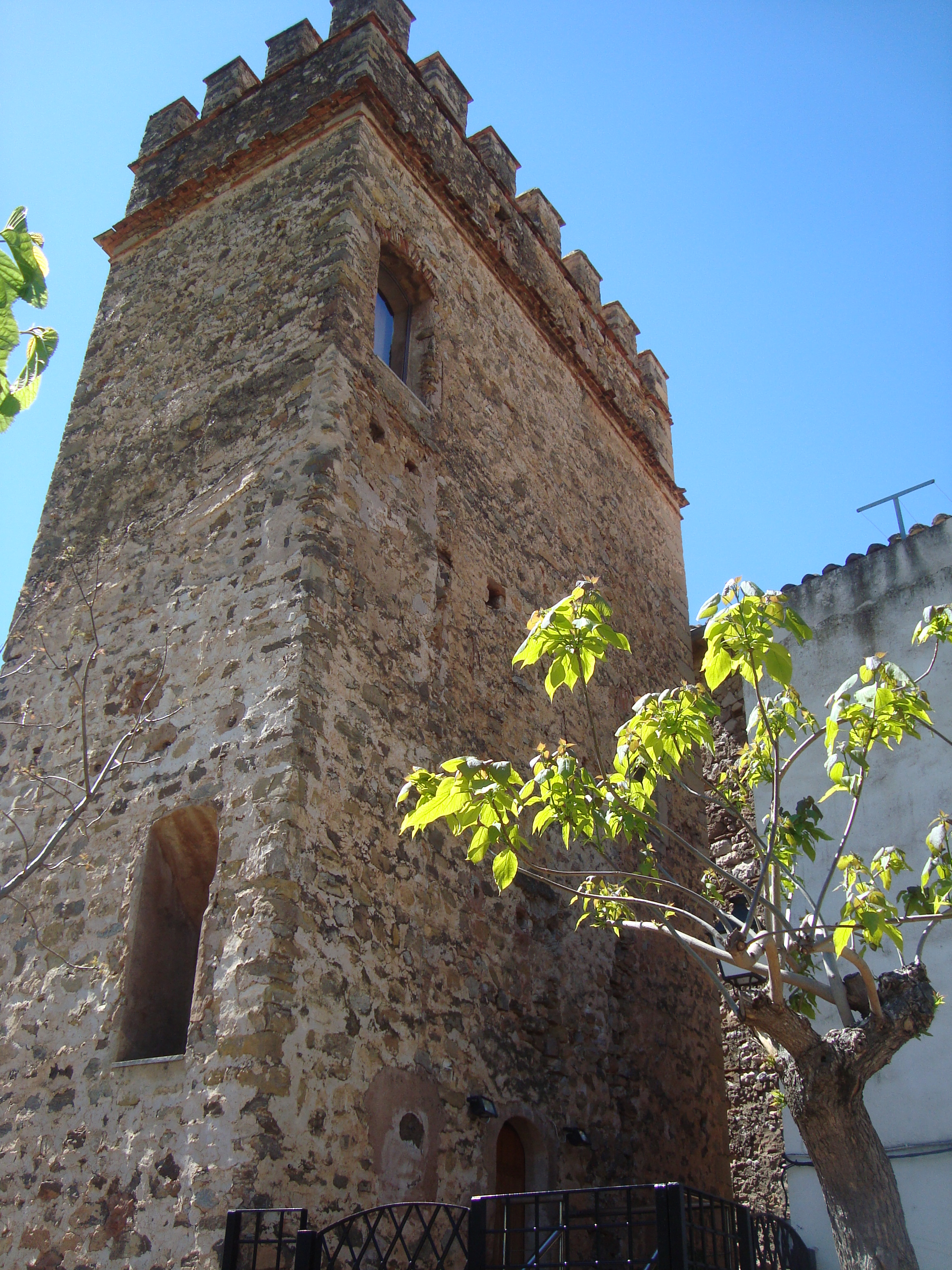
Torre Quadrada (Argelita)

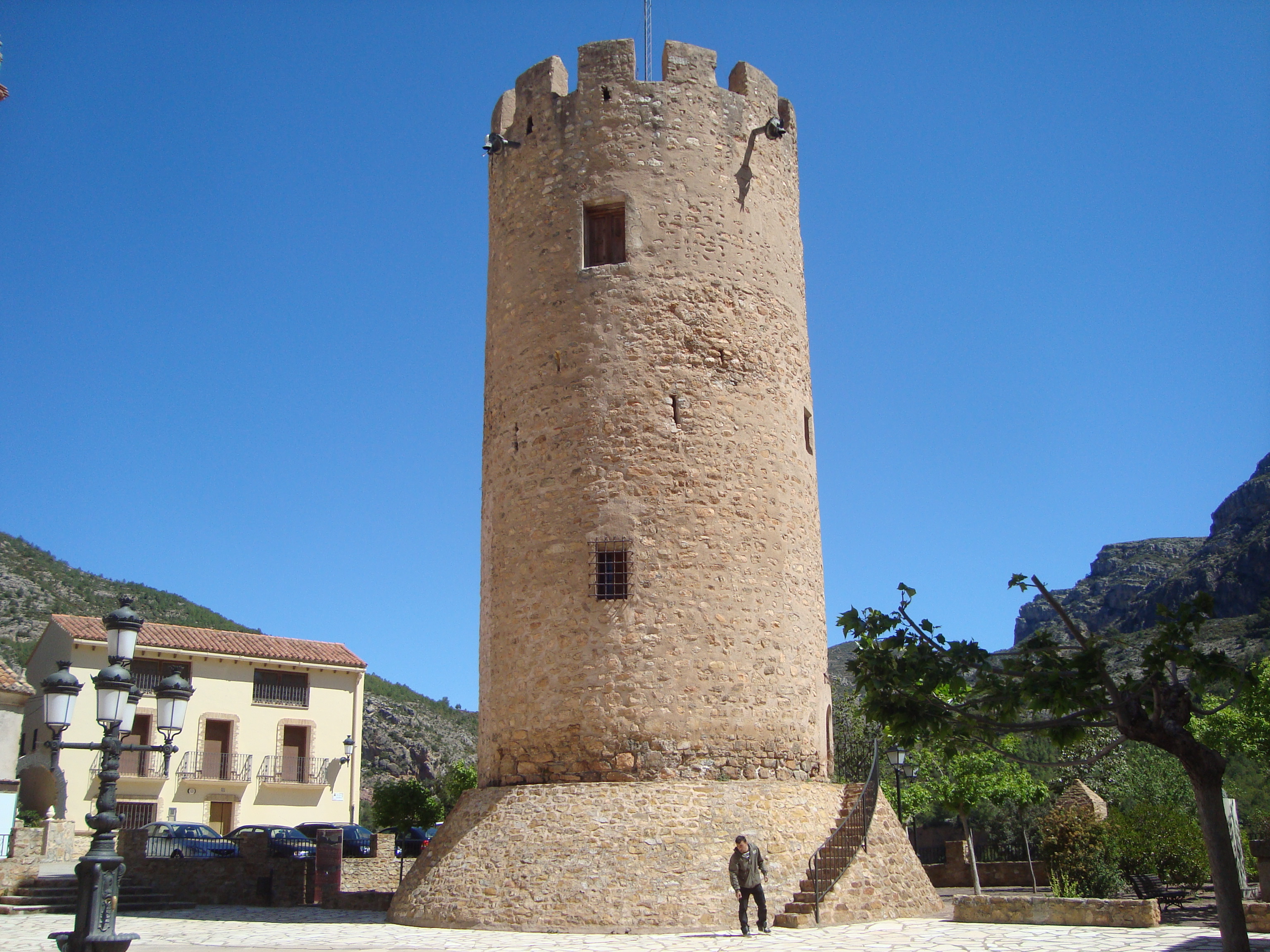
Torre de l'antic Castell Palau de Zeit Abu Zeit (Argelita)

## Géographie

Localisation d'Argelita
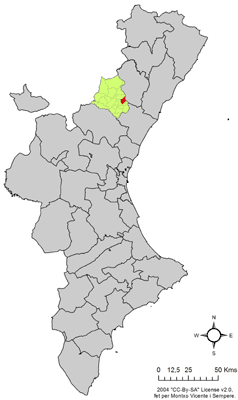
dans la Communauté valencienne.
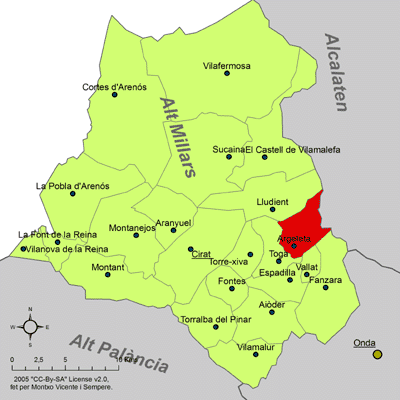
dans la comarque de l'Alto Mijares.